# احداث التاریخ الاسلامی بترتیب السنین
احداث التاریخ الاسلامی بترتیب السنین، کتابی است اثر عبدالسلام الترمانینی. این کتاب به تشرح وقایع مهم تاریخ اسلام پرداخته است.

## مولف
عبدالسلام، به تاریخ ۱۲۳۸ ه.ق به دنیا آمده‌است. و در جامع الازهر شروع به یادگیری دروس و علوم دینیه کرد. وی پس از مدتی تحصیل در الازهر، اقدام به تدریس در همانجا نمود و در نهایت به سال ۱۲۶۶ از این دانشگاه فارغ التحصیل شده و پس از شانزده سال و به درخواست عمویش، به حلب بازگشت. او پس از بازگشت به حلب، در جامع صروی شروع به تدریس نمود و پس از فوت عمویش، مدرس مدرسه رحیمیه شد. در نهایت در سال ۱۳۰۵ ه.ق درگذشت. وی از جانب منتقدانش به نگاه جهت‌دار در امور اختلافی بین شیعه و سنی متهم شده‌است.

## شرح اثر
مولف در تعریف کتاب می‌نویسد: «مشتمل بر مهم ترین رویدادهای تاریخ اسلامی به همراه زندگی نامه مشهورترین شخصیت ها و شناسایی جایگاه ها و سرزمین هاست». جلد اول این اثر، به نوعی مقدمه و توصیف قرن اول ه.ق است. او سعی نموده تا سیر دگرگونی تاریخ در قرن اول اسلام را تشریح کند. پس از آن شروع به بیان وقایع مهم تاریخی در هر سال نموده است. بر این کتاب نقدهایی وارد شده‌است.

## ترجمه
این کتاب با نام رویدادهای تاریخ اسلام ترجمه شده است. این ترجمه توسط جمعی از محققین پژوهشکده تاریخ و سیره اهل بیت صورت گرفته است. بر این ترجمه، نقدهایی نیز وارد شده‌است.